# Scott Gow
Scott Gow (Calgary, 6 novembre 1990) è un ex biatleta canadese.

## Biografia
Scott Gow, fratello di Christian (a sua volta biatleta) e attivo dalla stagione 2007-2007, ha esordito in Coppa del Mondo il 30 novembre 2011 a Östersund (101º nell'individuale) e ai campionati mondiali a Nové Město na Moravě 2013 (44º nella sprint, 50º nell'inseguimento, 31º nell'individuale e 8º nella staffetta).
Ai mondiali di Kontiolahti 2015 si è piazzato 50º nella sprint, 52º nell'inseguimento, 63º nell'individuale e 19º nella staffetta. Ha ottenuto il primo podio in Coppa del Mondo il 12 marzo 2016 in occasione dei mondiali di Oslo Holmenkollen, vincendo la medaglia di bronzo nella staffetta, nella rassegna norvegese si è inoltre classificato 47º nella sprint, 49º nell'inseguimento e 18º nell'individuale. L'anno dopo ai mondiali di Hochfilzen 2017 è stato 25º nella sprint, 47º nell'inseguimento, 43º nell'individuale, 13º nella staffetta e 13º nella staffetta mista. Ai XXIII Giochi olimpici invernali di Pyeongchang 2018, sua prima presenza olimpica, si è posizionato 61º nella sprint, 14º nell'individuale e 11º nella staffetta.
Ha iniziato il suo ultimo quadriennio olimpico piazzandosi 50º nella sprint, 43º nell'inseguimento, 26º nell'individuale, 13º nella staffetta, 16º nella staffetta mista e 15º nella staffetta singola mista ai mondiali di Östersund 2019. Nella rassegna iridata successiva di Anterselva 2020 è giunto 16º nella sprint, 35º nell'inseguimento, 80º nell'individuale, 14º nella staffetta e 14º nella staffetta mista. Ai mondiali di Pokljuka 2021 si è posizionato 77º nella sprint, 40º nell'individuale, 12º nella staffetta e 18º nella staffetta mista. Ha partecipato ai XXIV Giochi olimpici invernali di Pechino 2022 classificandosi 34º nella sprint, 20º nell'inseguimento, 5º nell'individuale, 25º nella partenza in linea, 6º nella staffetta e 14º nella staffetta mista.

## Palmarès

### Mondiali
- 1 medaglia:
  - 1 bronzo (staffetta[2] a Oslo Holmenkollen 2016)

### Mondiali giovanili
- 1 medaglia:
  - 1 argento (staffetta a Canmore 2009)

### Coppa del Mondo
- Miglior piazzamento in classifica generale: 41º nel 2021